# Хорошева, Кристина Васильевна
Кристина Васильевна Хорошева (род. 23 мая 2000) — российская футболистка, полузащитница. Выступала за сборную России.

## Биография
Воспитанница пермского футбола. В составе юниорской команды «Звезды-2005» неоднократно признавалась лучшим игроком турниров для младших возрастов. Позднее выступала за резервный состав пермского клуба в первом дивизионе взрослого чемпионата России, а также в соревнованиях по мини-футболу.
Дебютировала в высшей лиге России 30 июня 2018 года в матче против клуба «Рязань-ВДВ». В сезоне 2018 года спортсменка сыграла 2 матча, а её команда стала бронзовым призёром чемпионата и обладателем Кубка России. В 2019 году стала основным игроком пермского клуба, приняв участие во всех 21 матче своей команды в сезоне. В начале 2022 года перешла в московский «Локомотив», где стала бронзовым призёром Чемпионата 2022 и 2023 годов. Сезон 2024 пропустила и-за травмы коленного сустава . Перед стартом сезона 2025 покинула «Локомотив».
Вызывалась в юниорскую сборную России (до 15 лет). В 2019 году была вызвана в молодёжную сборную (до 21 года) и сыграла два матча. В составе студенческой сборной России стала бронзовым призёром Универсиады 2019 года, на турнире сыграла 5 матчей.
27 ноября 2020 года сыграла дебютный матч за сборную России в отборочном турнире чемпионата Европы против Косова.

## Достижения
- Бронзовый призёр чемпионата России: 2018, 2020, 2022, 2023
- Обладательница Кубка России: 2018, 2019